# لوئیس لئون سانچس
لوئیس لئون سانچس (اسپانیایی: Luis León Sánchez‎؛ زادهٔ ۲۴ نوامبر ۱۹۸۳) دوچرخه‌سوار اهل اسپانیا است.
از باشگاه‌هایی که در آن رکاب زده‌است می‌توان به کاخا رورال-سگوروس رخا، تیم لوتوان‌ال–یومبو، تیم موویستار، تیم آستانه، و تیم اونسه اشاره کرد.
وی در مسابقات کشوری و بین‌المللی در مجموع برندهٔ ۱ مدال طلا، ۱ مدال برنز شده‌است.